# Changy (Loiret)
Pour les articles homonymes, voir Changy.
Changy-les-Bois est une ancienne commune française située dans le département du Loiret et la région Centre.
Le 1er janvier 1971 (arrêté préfectoral du 5 octobre 1970), la commune est absorbée par Varennes-en-Gâtinais qui prend alors la dénomination de Varennes-Changy.

## Géographie
Changy est située à 22 km au sud de Montargis, dans la région naturelle du Gâtinais, à proximité de l'autoroute A77.

## Administration
De 1793 à 1801, la commune appartient à l'ancien canton de Nogent-sur-Vernisson.
| Période | Période | Identité                                                      | Étiquette | Qualité             |
| ------- | ------- | ------------------------------------------------------------- | --------- | ------------------- |
| 1965    | 1970    | Maurice Jarry                                                 |           | Exploitant agricole |
| 1941    | 1965    | Henry Jousse                                                  |           | Exploitant agricole |
| 1929    | 1941    | Emile Jullien                                                 |           |                     |
| 1921    | 1929    | Désiré Avril                                                  |           |                     |
| 1920    | 1921    | Emile Rousseau                                                |           |                     |
| 1912    | 1920    | Antoine Emmanuel Joseph de Pechpeyrou-Comminges de Guitaut.   |           | Propriétaire        |
| 1904    | 1912    | Ulysse Chardonneau                                            |           |                     |
| 1881    | 1904    | Athanase-Charles-François de Pechpeyrou-Comminges de Guitaut. |           | Propriétaire        |
| 1878    | 1881    | Joseph Jousse                                                 |           |                     |
| 1874    | 1878    | Gaston de Clermont                                            |           | Fondé de Pouvoir    |
| 1870    | 1874    | Joseph Jousse                                                 |           |                     |
| 1858    | 1870    | François Ragu                                                 |           |                     |
| 1852    | 1857    | Napoléon-Hector Soult de Dalmatie .                           |           | Propriétaire        |
| 1846    | 1852    | Michel Aderer                                                 |           | Régisseur           |
| 1840    | 1846    | Joseph Jousse                                                 |           |                     |
| 1831    | 1840    | Antoine Bourgeois                                             |           |                     |
| 1815    | 1831    | Alexandre Benoist Casimir Dumont                              |           | Fermier Général     |
| 1808    | 1815    | Paul de Malherbe                                              |           | Propriétaire        |
| 1794    | 1808    | Jacques Caillat                                               |           |                     |
| 1792    | 1794    | Jean Baptiste de Villemor                                     |           | Propriétaire        |